# Классон, Екатерина Робертовна
Екатерина Робертовна Классон (2 (15) ноября 1901, Баку — 1980, Москва) — советская художница, искусствовед, переводчик.

## Биография
Екатерина Классон родилась 2 (15) ноября 1901 года в Баку в семье известного российского инженера-энергетика Роберта Эдуардовича Классона и Софьи Ивановны Классон-Мотовиловой. С 1902 года жила с родителями в Москве.
С 1919 года училась в Первых Свободных государственных художественных мастерских (I ГСХМ) у Александр Шевченко и на историко-филологическом ф-те МГУ (отделение теории и истории искусства). С 1923 год училась во ВХУТЕМАСе у Александра Древина и Надежды Удальцовой. Диплом не защищала. С 1926 года состояла в оргбюро, а с 1929 года — секретарь «Цеха живописцев», созданного Валерием Каптеревым.
В 1930-е годы Екатерина Классон познакомилась с Валентином Парнахом и вышла за него замуж. В 1936 году у них родился сын — Александр Парнах.
Во время войны в эвакуации находилась вместе с мужем в Чистополе.

## Переводы Е. Р. Классон
- Поль Сезанн. Переписка, воспоминания современников. — М.: Искусство, 1972. — 368 с.[3]
- Камиль Писсарро. Письма. Критика. Воспоминания современников. — М.: Искусство, 1974. — 352 с.[4]
- Сера Жорж, Синьяк Поль. Письма. Дневники. Литературное наследие. Воспоминания современников. — М.: Искусство, 1976. — 335 с.[5]
- Анри Матисс. Статьи об искусстве. Письма. Переписка. Записи бесед. Суждения современников. — М.: Искусство, 1993. — 416 с.[6]

## Семья
- Классон, Роберт Эдуардович (1868—1926) — отец, российский и советский инженер-технолог и изобретатель, один из крупнейших российских энергетиков своего времени.
- Парнах, Валентин Яковлевич (1891—1951) — муж, российский поэт, переводчик, музыкант[7], танцор, хореограф, основатель парижской литературной группы «Палата поэтов»[8], зачинатель русского джаза.
- Парнах, Александр Валентинович (1936) — сын, писатель.
- Парнах, Максим Александрович (1957) — внук, художник.
- Парнах, Александр Максимович (1986) — правнук, дизайнер, музыкант.
- Парнох, Яков Соломонович (1853—1912) — свёкор, провизор, владелец аптеки, член городской Думы Таганрога, почетный гражданин Таганрога.
- Парнок, София Яковлевна (1885—1933) — золовка, русская поэтесса, переводчица.
- Тараховская, Елизавета Яковлевна (1891—1968) — золовка, русская поэтесса, переводчица.